# Tropaeolum longiflorum
Tropaeolum longiflorum är en krasseväxtart som beskrevs av Ellsworth Paine Killip. Tropaeolum longiflorum ingår i släktet krassar, och familjen krasseväxter. Inga underarter finns listade i Catalogue of Life.